# Picture Butte
Picture Butte is een plaats (town) in de Canadese provincie Alberta en telt 1592 inwoners (2006). In de plaats bevindt zich een Netherlands Reformed Congregation met zo'n duizend leden.